# Paradisier de Goldie
Paradisaea decora
Espèce
Statut de conservation UICN

 VU C2a(i); D1 : Vulnérable
Statut CITES
Le Paradisier de Goldie (Paradisaea decora) est une espèce de paradisier endémique de l'est de Papouasie-Nouvelle-Guinée, plus précisément des collines forestières des îles Fergusson et Nomanby de l'archipel d'Entrecasteaux. Son nom normalisé lui a été donné en l'honneur du collectionneur écossais Andrew Goldie qui l'a découvert en 1882. C'est une espèce monotypique.

## Distribution
Archipel d'Entrecasteaux (îles Fergusson et Normanby).

## Dénomination
Salvin & Godman, 1883, avaient nommé cette espèce Paradisea decora dont le nom spécifique vient du latin (decorus : orné, paré) mais c’est Andrew Goldie, un botaniste écossais, qui découvrit ce paradisier en 1882 sur l’île Fergusson. LeCroy et al. (1980) ont bien décrit la parade nuptiale et les liens traditionnels qui unissent l’homme et l’oiseau.

## Habitat
Le paradisier de Goldie habite les forêts de colline et leurs lisières, les régénérations secondaires et les jardins en friche, jusqu’à environ 600 m d’altitude. Un versant escarpé situé à 400 m à l’intérieur de la forêt primaire, pourvue d’une canopée bien développée (à une trentaine de mètres de hauteur), était adopté comme zone de lek dans le sud-ouest de l’île Fergusson (Frith & Frith 2009).

## Alimentation
Elle est peu documentée et consiste en fruits et en arthropodes prélevés au sol et dans les arbres (Frith & Frith 2009).

## Parade nuptiale
Les mâles se réunissent sur leur zone de lek et occupent des perchoirs attitrés. Sur l’île Fergusson, un site traditionnel comporte quatre arbres principaux avec les branches de parade situées entre 20 et 23 m, à mi-hauteur dans la canopée. Les mâles effeuillent régulièrement les branches de parade. De huit à dix mâles adultes fréquentent cette zone de lek, généralement à raison de deux individus par arbre. Pas plus de deux femelles et six mâles en plumage encore immature sont présents sur ce site à n’importe quel moment de l’année. Parades et accouplements ont lieu durant la deuxième semaine de novembre. Trois types de parade peuvent être distingués sur la zone de lek : la parade de convergence, la parade statique et la séquence d’accouplement, donc comme chez le paradisier grand-émeraude mais avec des postures et des mouvements supplémentaires (Frith & Frith 2009).
Ottaviani (2012) a décrit une séquence vidéo extraite du site Cornell Lab of ornithology et filmée par Tim Laman (en). Elle révèle une parade collective mettant en scène deux mâles et deux femelles. Les mâles rivalisent de beauté en exhibant leur plumage puis, le corps tenu à la verticale la tête en bas, l’un à côté de l’autre, ils lancent une série de co-co-co-co-co-co-co-co, chaque note émise est reprise par son rival pour former une strophe semblant provenir d’un seul individu. Pendant ces démonstrations visuelles et sonores, les femelles sautillent de branche en branche et observent tour à tour chacun des mâles, semblant évaluer les qualités des deux prétendants.

## Nidification
Elle n’est absolument pas documentée.

## Statut, conservation
L’espèce est considérée comme « presque menacée » en raison de sa faible population occupant un très petit territoire et dont les conditions écologiques se dégradent lentement. Fergusson couvre 1 340 km2 et Normandby 1 040 km2 avec une population totale estimée entre 1 000 et 2 500 individus mais pourrait être limitée à seulement 650 spécimens. La menace tient à la déforestation conduite par une compagnie multi-nationale pour transformer la forêt en jardins à la fois sur Fergusson et Normandby. Birdlife International réclame la mise en place de suivis des populations sur des sites préalablement sélectionnés, une étude approfondie sur la tolérance de l’espèce aux dégradations de son habitat, la protection des parcelles de forêt intacte et un moratoire sur la justification de cette déforestation (BirdLife International 2011).